# Ivan Sracimir
Ivan Sracimir (bug. Иван Срацимир) (Loveč, 1324./1325. - ?, o. 1397.), bugarski car u Vidinu od 1356. do 1396. godine iz dinastije Sracimir. Usprkos tome što je bio najstariji preživjeli sin Ivana Aleksandra, Ivan Sracimir je bio lišen nasljedstva u korist svog polubrata Ivana Šišmana, i sam je sebe proglasio vladarom u Vidinu. Kada su Mađari napali i okupirali njegove posjede, dobio je pomoć od svog oca, i napadači su odbijeni.
Nakon smrti Ivana Aleksandera 1371., Ivan Sracimir je prekinuo svoje veze s Tarnovom, i čak postavio mitropolita Vidina pod nadležnost Patrijarhata u Konstantinopolju da pokaže svoju neovisnost. Zbog svoje zemljopisne pozicije, Vidin je u početku bio siguran od napada Osmanlijskih Turaka koji su harali Balkanom na jugu, i Ivan Sracimir nije pokušavao pomoći Ivanu Šišmanu u njegovoj borbi protiv Osmanlija.
Ivan Sracimir je otac Doroteje, prve bosanske kraljice.
Umro je 1397. u zarobljeništvu kod Osmanlija.

## Vanjske poveznice
- http://sitemaker.umich.edu/mladjov/files/bulgarian_rulers.pdf  Arhivirana inačica izvorne stranice od 16. listopada 2015. (Wayback Machine)